# Distrito de Chitwan
El Distrito de Chitwan (en nepalí: चितवन जिल्ला) es uno de los 75 distritos de Nepal, localizado en el suroeste de la Pronvincia No. 3 con Bharatpur como sede central, la quinta ciudad más grande de Nepal. Posee un área de 2.238,39 kilómetros cuadrados, y en 2011 tenía una población de 579.984 habitantes (279.087 hombres y 300.897 mujeres).

## Historia
El distrito toma su nombre del valle de Chitwan. Actualmente existen cerca de 25 comités de desarrollo o municipalidades, y cada uno tiene a su cargo nueve localidades y una ciudad sub-metropolitana, Bharatpur. Chitwan es uno de los pocos vestigios de la región Terai, la cual se extendió por el territorio de Nepal en la zona baja de las montañas que rodean el Himalaya.

## Economía
Los habitantes del distrito se dedican principalmente a la agricultura, especialmente de arroz, maíz, fríjoles y lentejas. El distrito es el mayor productor de maíz en Nepal, con un área de cultivo aproximada de 27.170 hectáreas en el año 2004. Chitwan es reconocido por su producción de aceite de mostaza.

## Lugares de interés

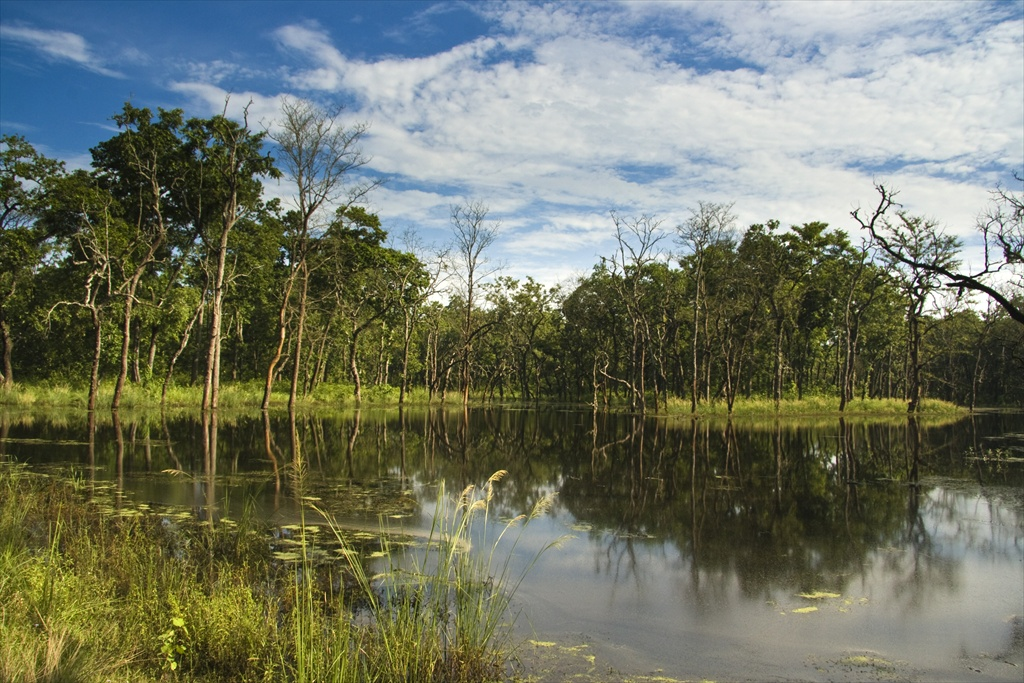
Lago Beeshazar cerca del Parque Nacional de Chitwan
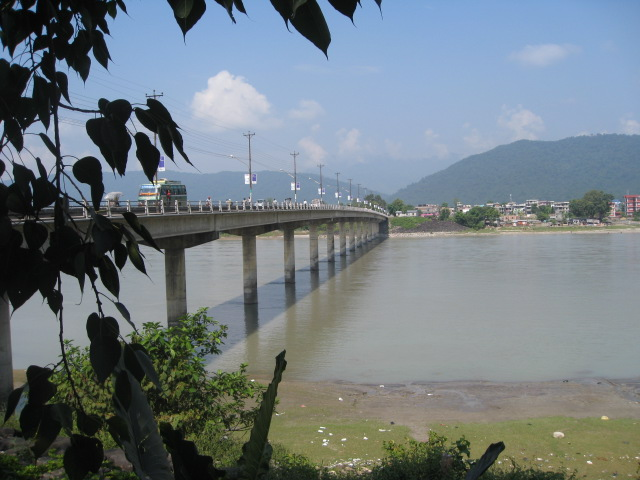
Puente Narayani en Narayangarh, Chitwan
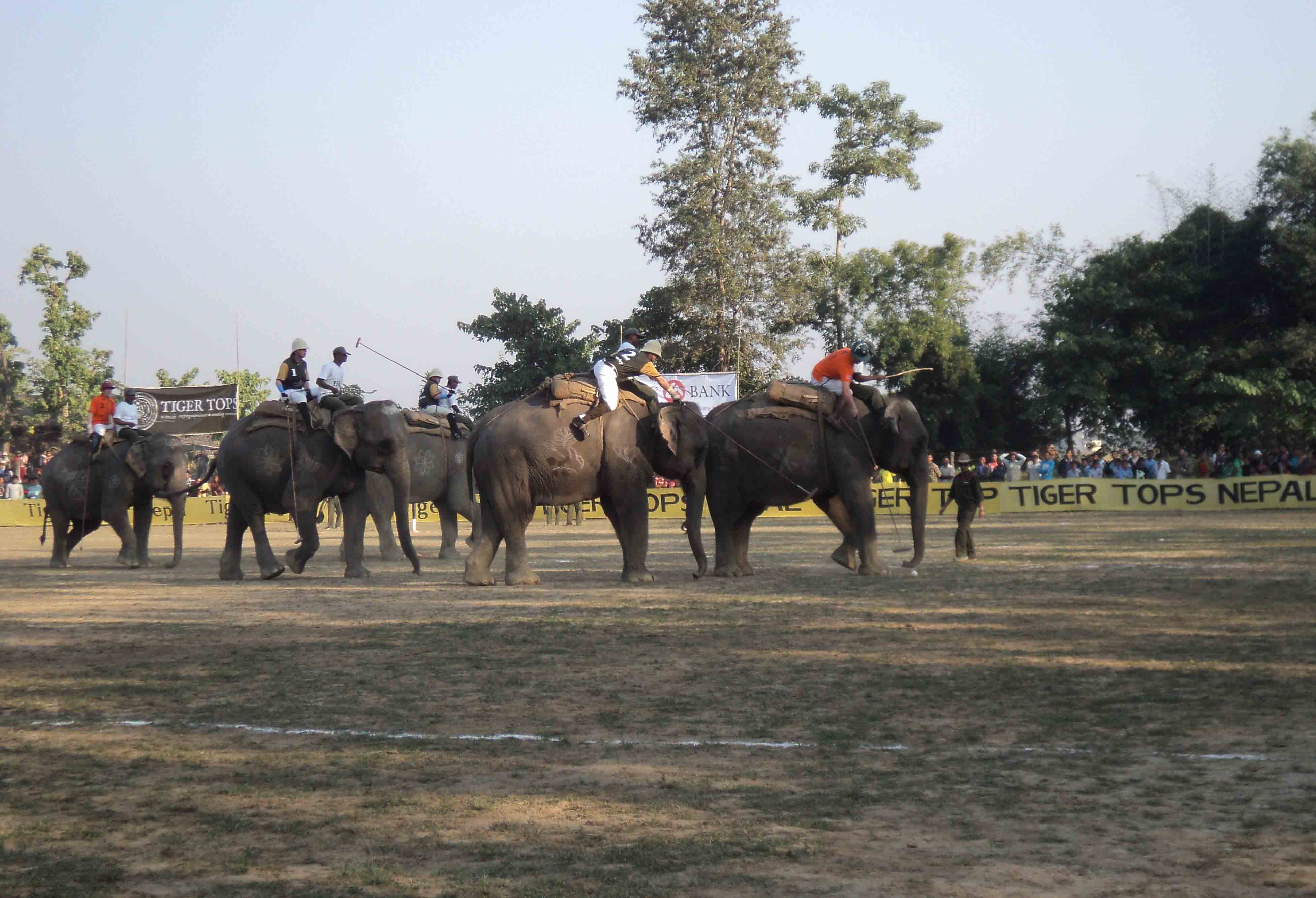
Copa Mundial 2012 de polo en elefante en Meghauli, Nepal
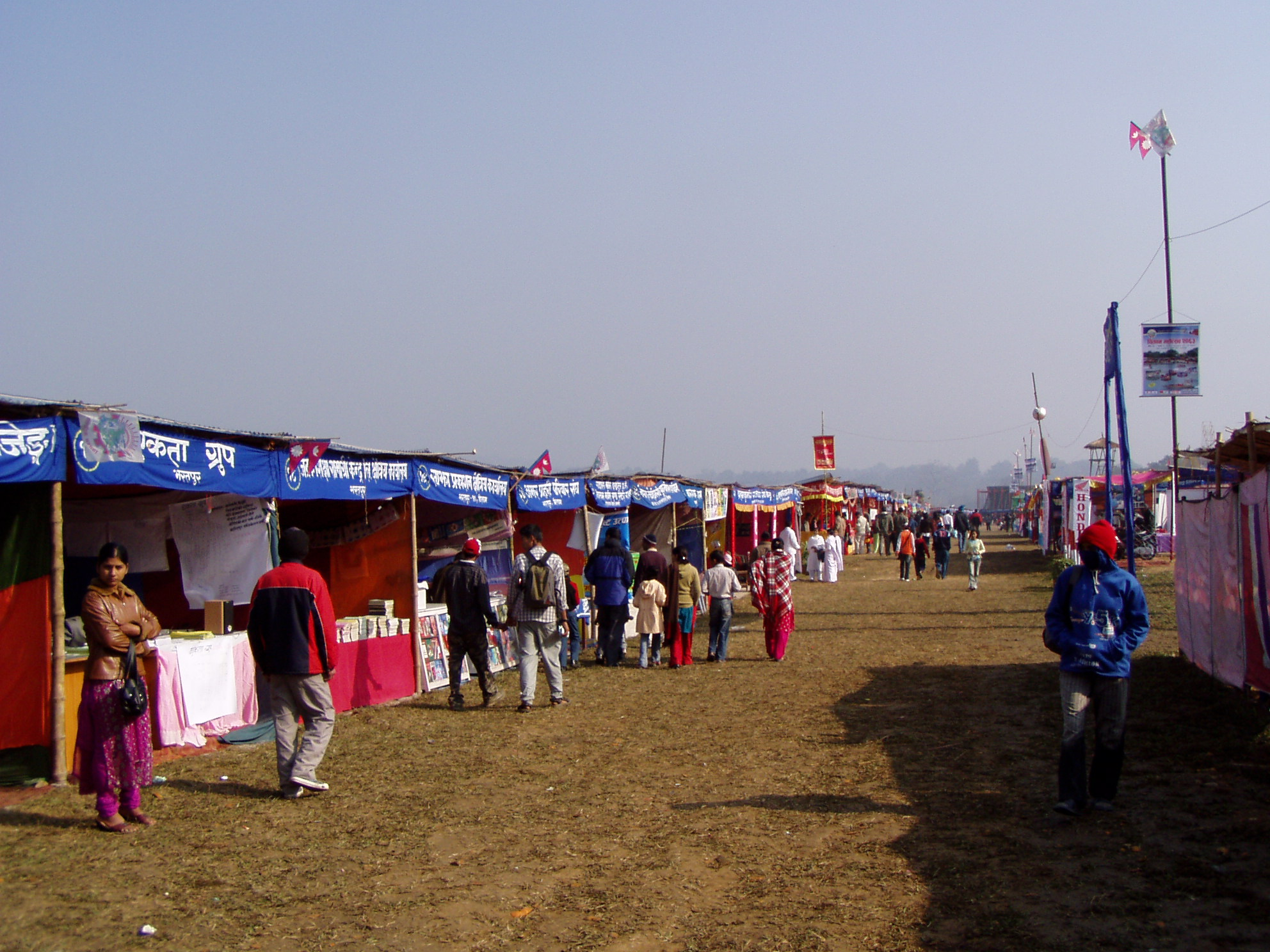
Festividad popular Chitwan Mahotsav en Narayangarh, Chitwan

## Municipalidades
Chitwan cuenta con las siguientes municipalidades.

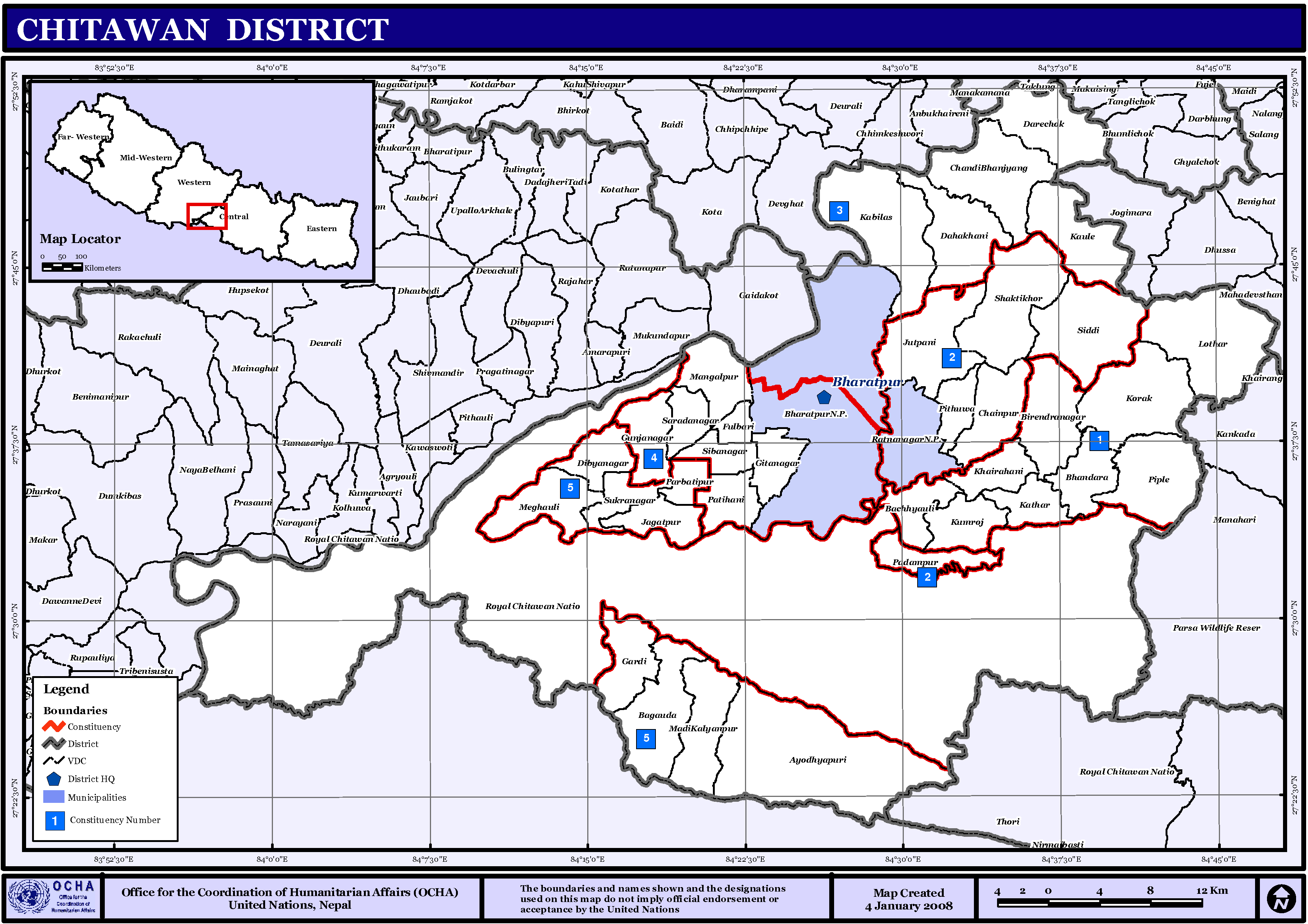
Mapa de las municipalidades del Distrito de Chitwan

| - Ayodhyapuri - Bagauda - Bhandara - Bharatpur - Birendranagar - Chandi Bhanjyang - Chitrawan - Dahakhani - Darechok - Dibyanagar - Phulbari - Gardi - Gitanagar - Gunjanagar - Jagatpur - Jitpur Bazaar - Kalika - Kabilas - Kathar | - Kaule - Khairhani - Korak - Lothar - Madi - Madi Kalyanpur - Mangalpur - Meghauli - Narayani - Narayanpur - Parbatipur - Patihani - Piple - Ratnanagar - Rapti - Saradanagar - Shivanagar - Siddi - Sukranagar |